# Albert Lüttgenau
Albert Lüttgenau (* 29. März 1880 in Bonn-Kessenich; † 7. Februar 1949 in Hürth-Hermülheim) war ein deutscher Architekt und kommunaler Baubeamter. Er war langjährig Amtsbaumeister und nach dem Zweiten Weltkrieg kurzzeitig als Nachfolger von Fritz Räcke Gemeindedirektor in Hürth. Viele von ihm konzipierte Bauten stehen unter Denkmalschutz.

## Leben
Lüttgenau besuchte bis 1894 die Volksschule und machte anschließend eine Maurerlehre beim Bonner Baumeister H. Petazzi. Weil er dort auch zu zeichnerischen Arbeiten herangezogen wurde, schloss er 1896 neben seiner Berufstätigkeit ein Studium an der Baugewerkschule in Idstein an, das er 1900 mit der Note gut abschloss. Vor und nach seinem Wehrdienst als Einjährig-Freiwilliger arbeitete er bei Architekten in Koblenz und Bonn. Seine erste Stelle trat er 1903 in Heddesdorf an und wurde zwei Jahre später vom Landkreis Siegburg als Baugewerkassistent übernommen. 1910 trat er dann die Stelle als Amtsbauleiter in Hürth an und wurde unter Bürgermeister Heinrich Rosell vom Rat zum Kommunalbaumeister gewählt. 1920 bekam er den Beamtenstatus. 1933 musste er im Rahmen des Gesetzes zur Wiederherstellung des Berufsbeamtentums durch die neuen Machthaber der Nationalsozialistischen Deutschen Arbeiterpartei um seine Arbeitsstelle fürchten. Es gab starke Tendenzen, ihn ebenso zu entlassen wie den Bürgermeister Werner Disse und den Beigeordneten Fritz Räcke. Zudem missfiel den neuen Machthabern sowohl der Baustil des Neuen Bauens als auch sein Engagement in der Beamtengewerkschaft Reichsbund der Kommunalbeamten und -angestellten. Dazu kam es aber nicht – obwohl er sich weigerte, in die Partei einzutreten. Erst nach den Kriegsereignissen im März 1945 wurde er mit 65 Jahren in den Ruhestand versetzt. Wegen akuten Personalmangels holte ihn der neu eingesetzte Bürgermeister Fritz Räcke in den aktiven Dienst zurück und machte ihn auch wieder zum Leiter des Wasserwerks. Im September 1946 wurde er für kurze Zeit bis zum 31. Januar 1947 (Pensionierung als Gemeindedirektor) von der Militärverwaltung gegen den Willen des Rates auch als Gemeindedirektor in Hürth eingesetzt. Das Wasserwerk leitete er noch bis zum Jahresende 1948.
Lüttgenau war zweimal verheiratet. Aus seiner ersten Ehe mit Wilhelmine, geborene Schött, entsprangen sechs Kinder. Nach dem frühen Tod seiner Frau heiratete er 1920 Anne Maria Zimmermann. Seit 1935 war Lüttgenau zeitweise krank und über längere Monate dienstunfähig, sodass er mit 60 die vorzeitige Versetzung in den Ruhestand beantragte. Dem Antrag wurde nicht stattgegeben. Vermutlich aufgrund seiner angeschlagenen Gesundheit verstarb er wenige Wochen nach der Abgabe der Leitung des Wasserwerks.

## Bauten und Entwürfe
Als Bauamtsleiter war er auch als entwerfender Architekt tätig. In seiner Zeit entstanden in Hürth viel wichtige und sehenswerte Gebäude. Gelegentlich übernahm er auch gegen den Widerstand seiner Vorgesetzten Privataufträge.

### Gebäude unter Denkmalschutz
- Gemüsebauschule Fischenich (1927)
- Obst- und Gemüseversteigerungshalle mit Verwaltungsgebäude in Fischenich  (1928)
- Schwimmbad Alt-Hürth[3][4] (1930)
- Berufsschule Alt-Hürth[5] (1930)
- Laubenganghäuser Hürth[6] (1931)

### Nicht erhaltene Gebäude
- römisch-katholische Pfarrkirche St. Josef im Hürther Stadtteil Knapsack (1912)

### Weitere Gebäude
- Umbau des alten Rathauses in Hermülheim[7]
- Feuerwehrhaus hinter dem ehemaligen Rathaus

## Bildergalerie

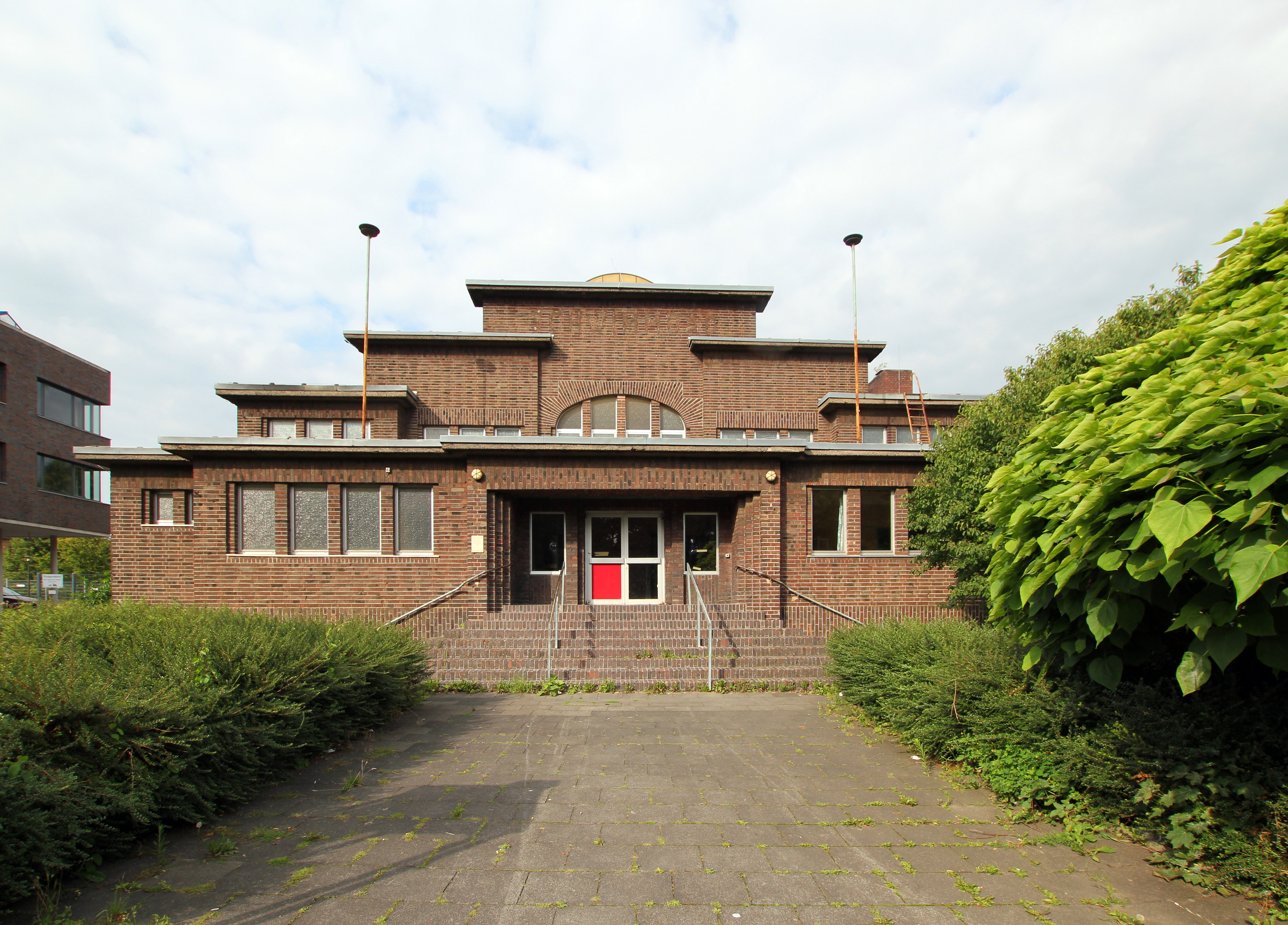
Ehemaliges Schwimmbad in Alt-Hürth
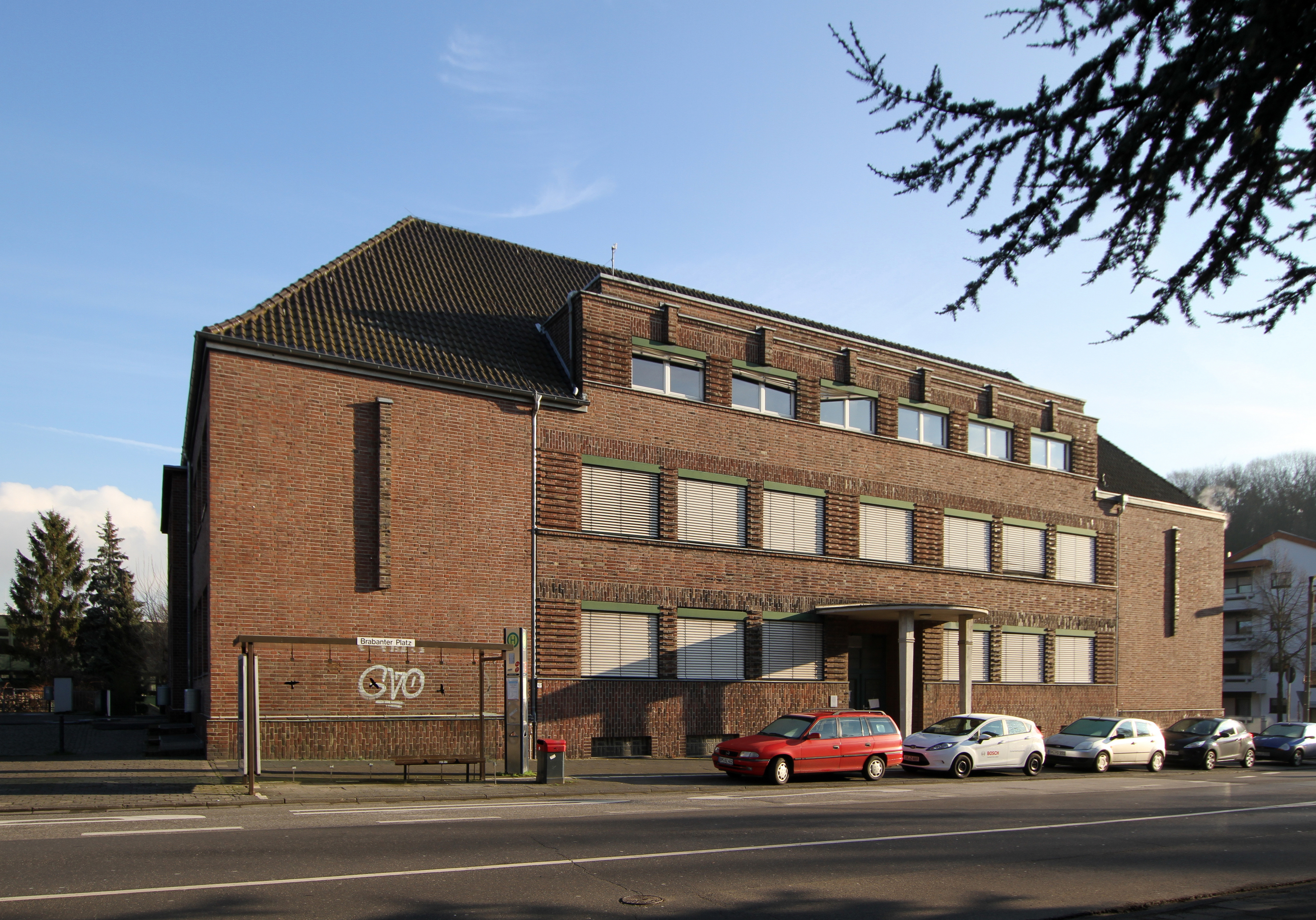
Berufsschule – heute Berufskolleg in Alt-Hürth
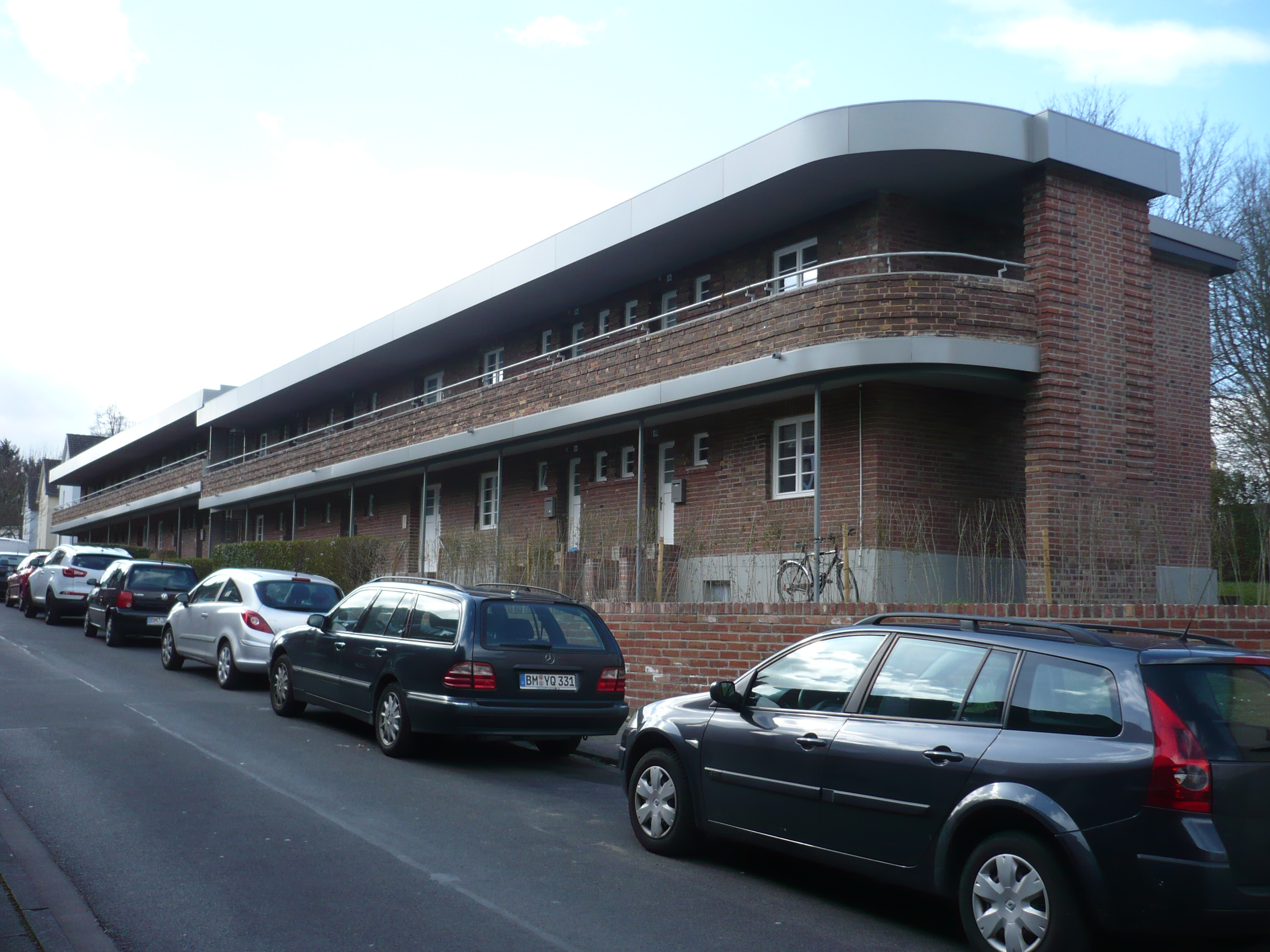
Laubenganghäuser An der Villebahn 14–28a
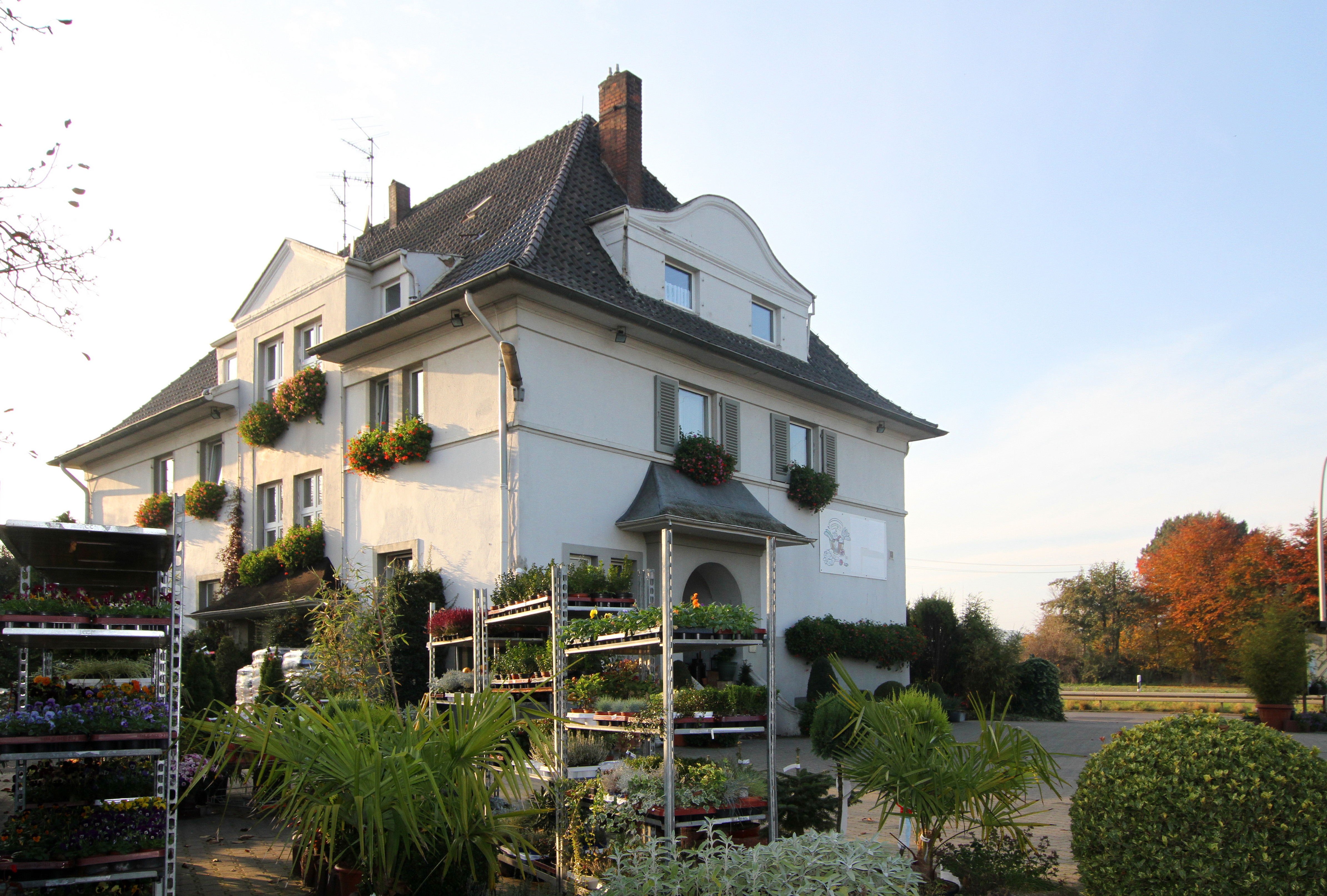
Gemüsebauschule in Fischenich
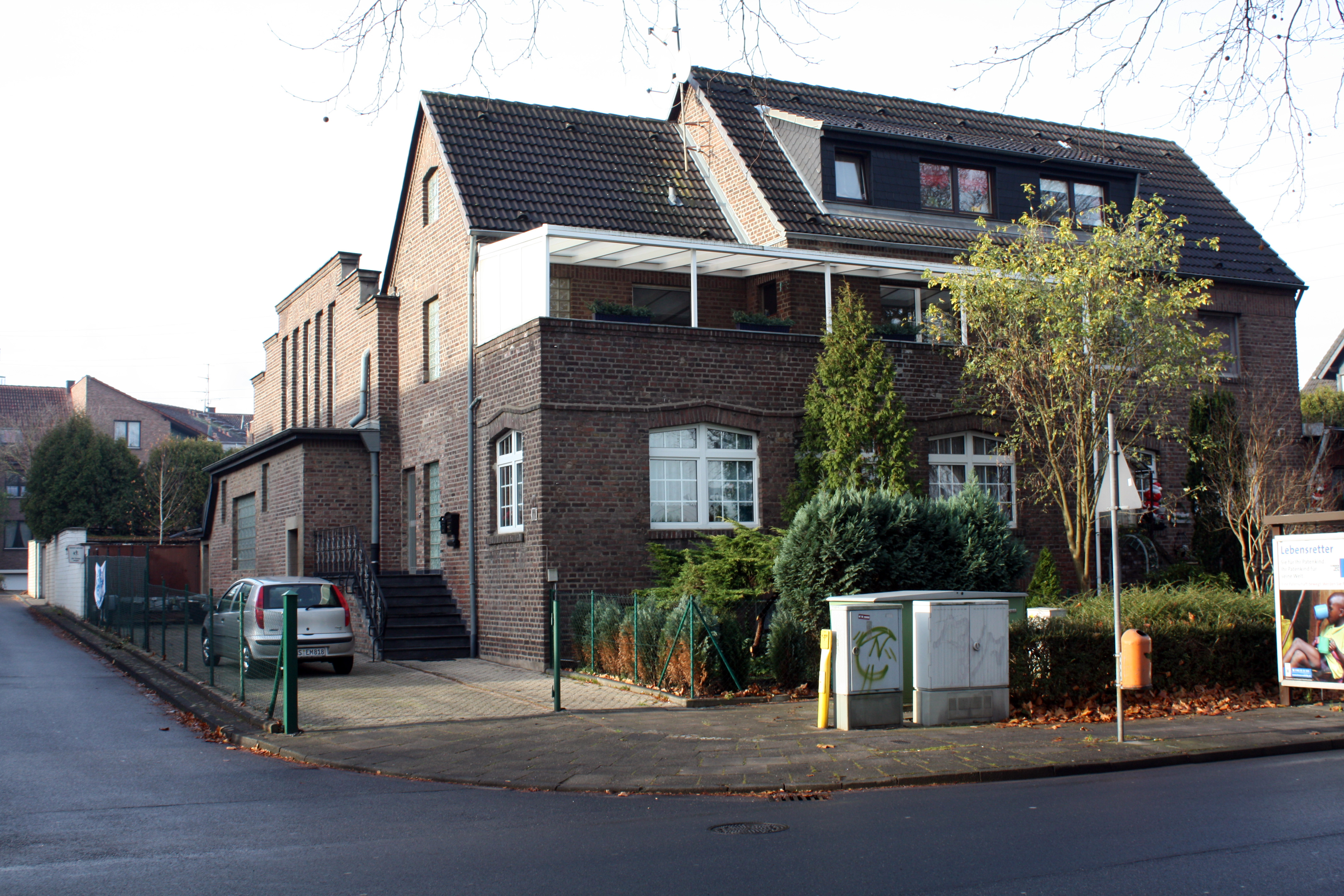
Ehemalige Obst- und Gemüseversteigerungshalle in Fischenich
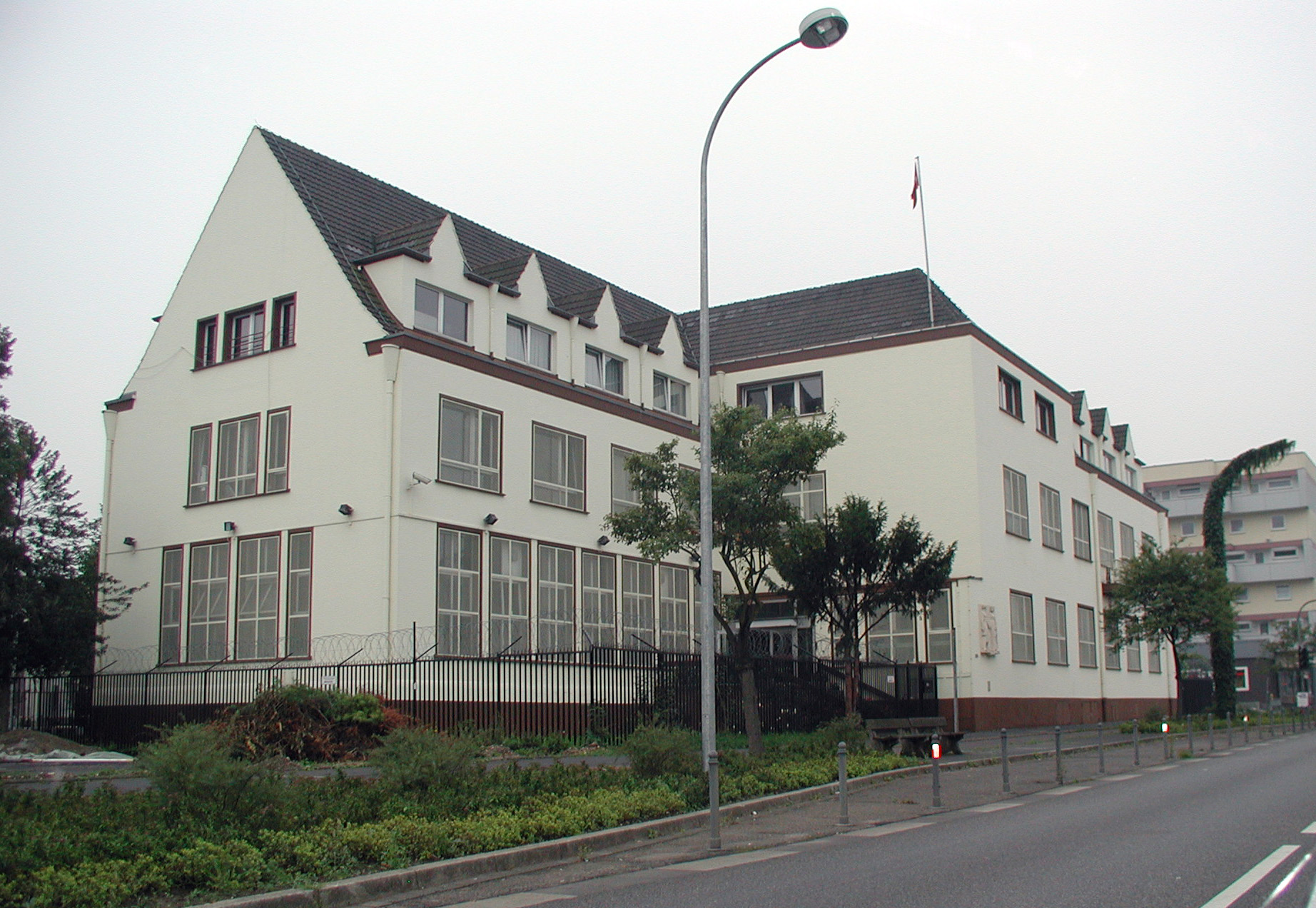
Umgebautes altes Rathaus, derzeit türkisches Generalkonsulat
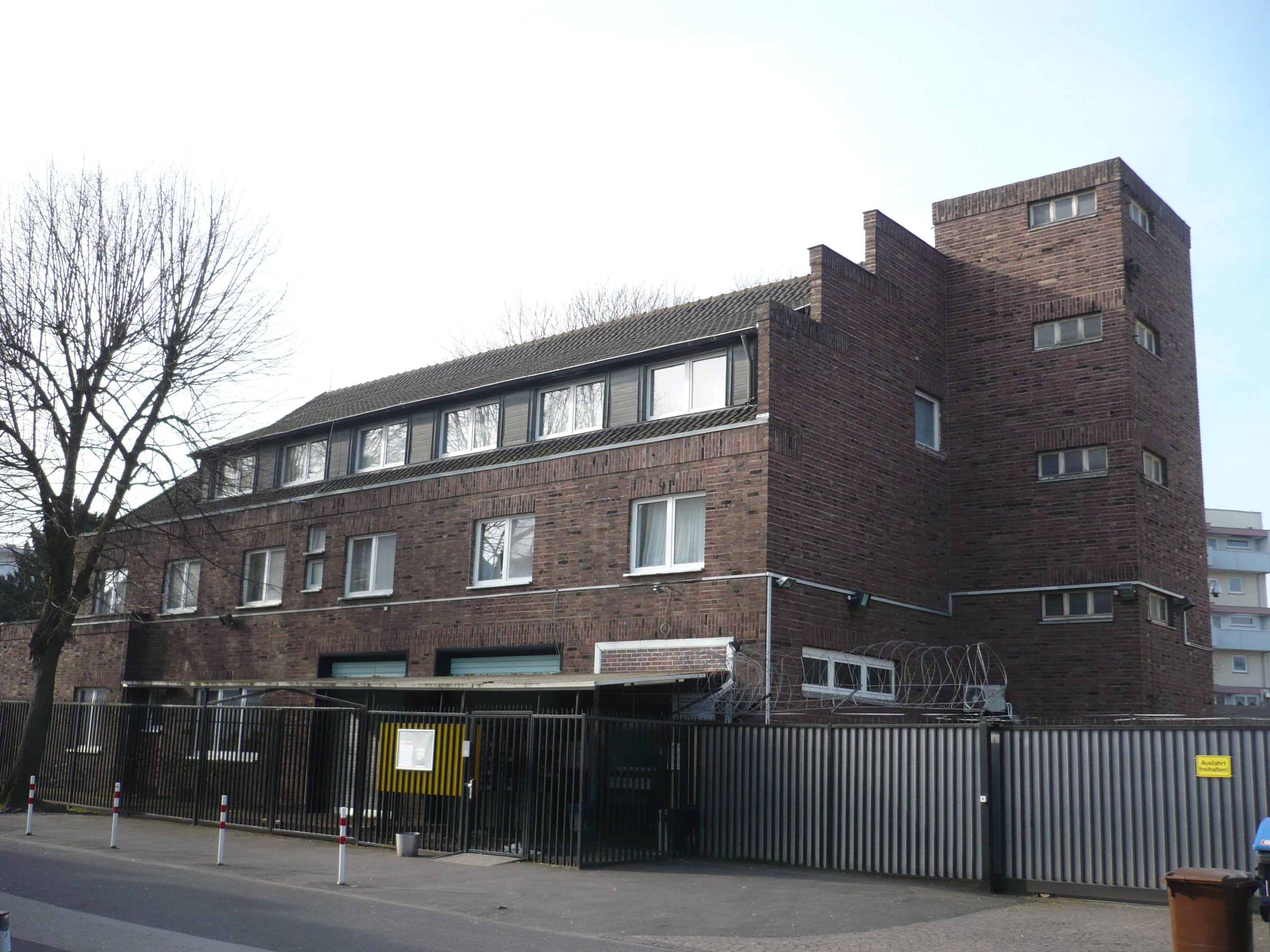
Ehemaliges Feuerwehrhaus in Hermülheim
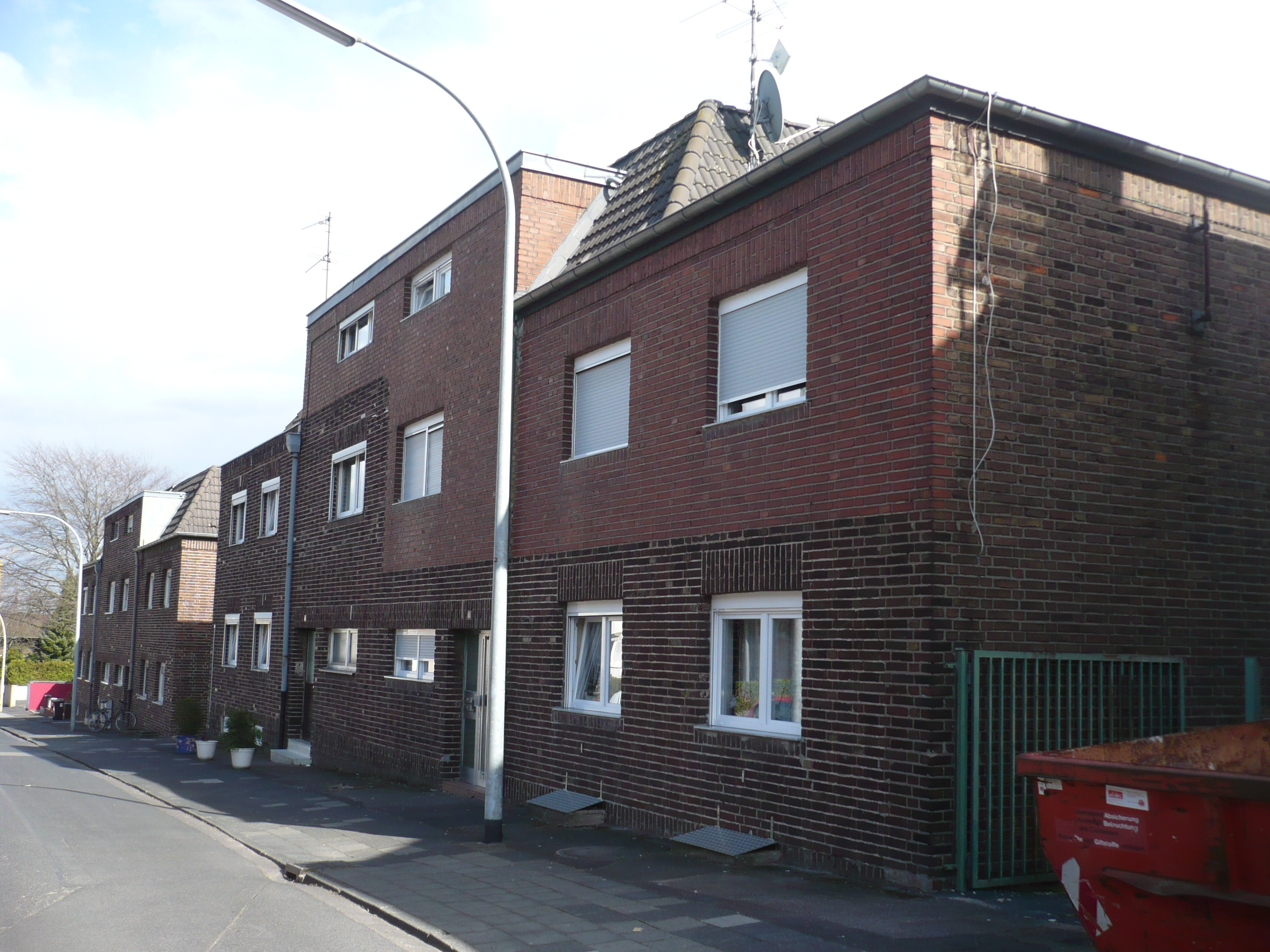
Zwei Doppelhäuser An der Villebahn in Alt-Hürth
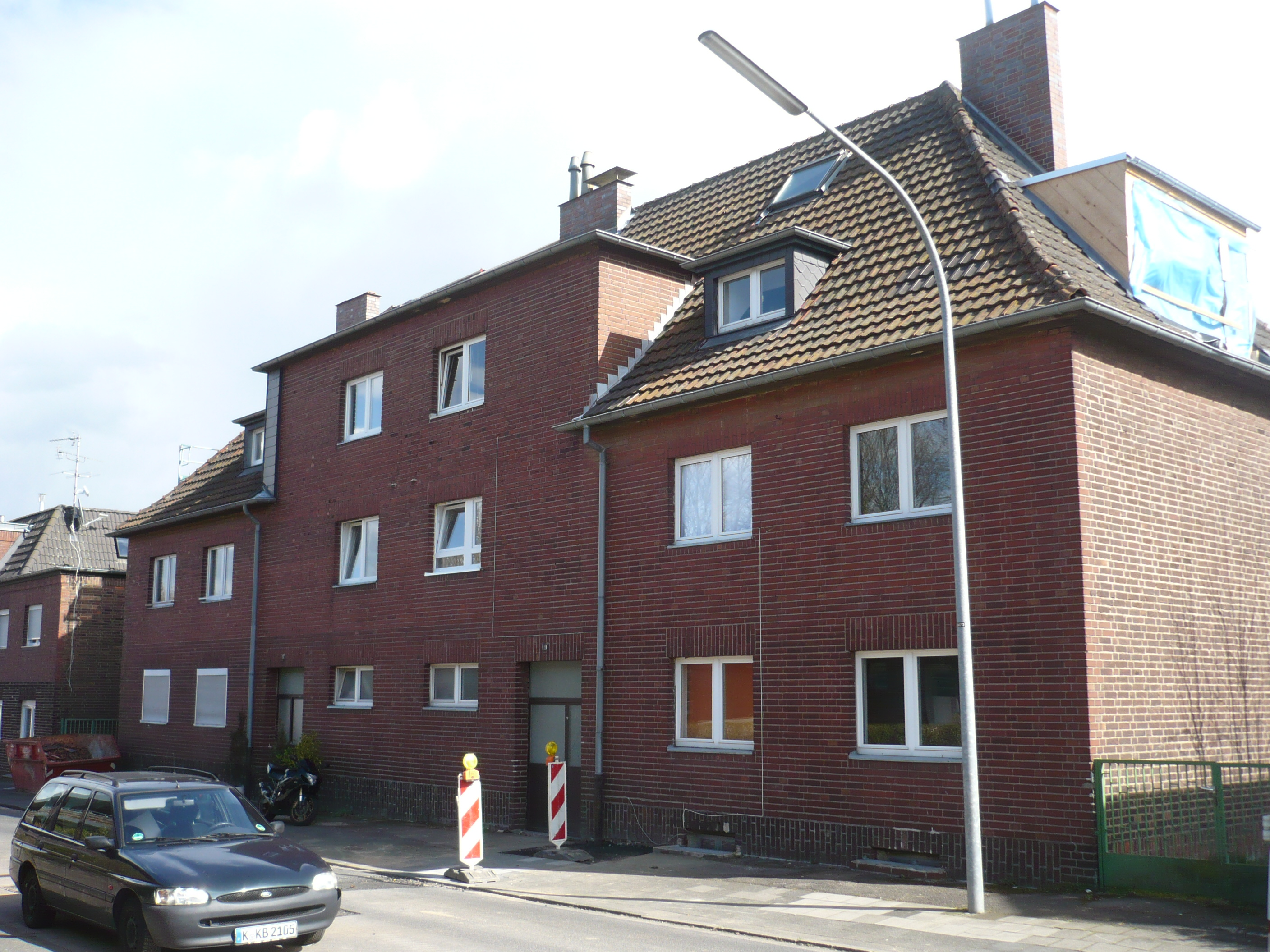
Doppelhaus An der Villebahn, gegenüber den Laubenganghäusern
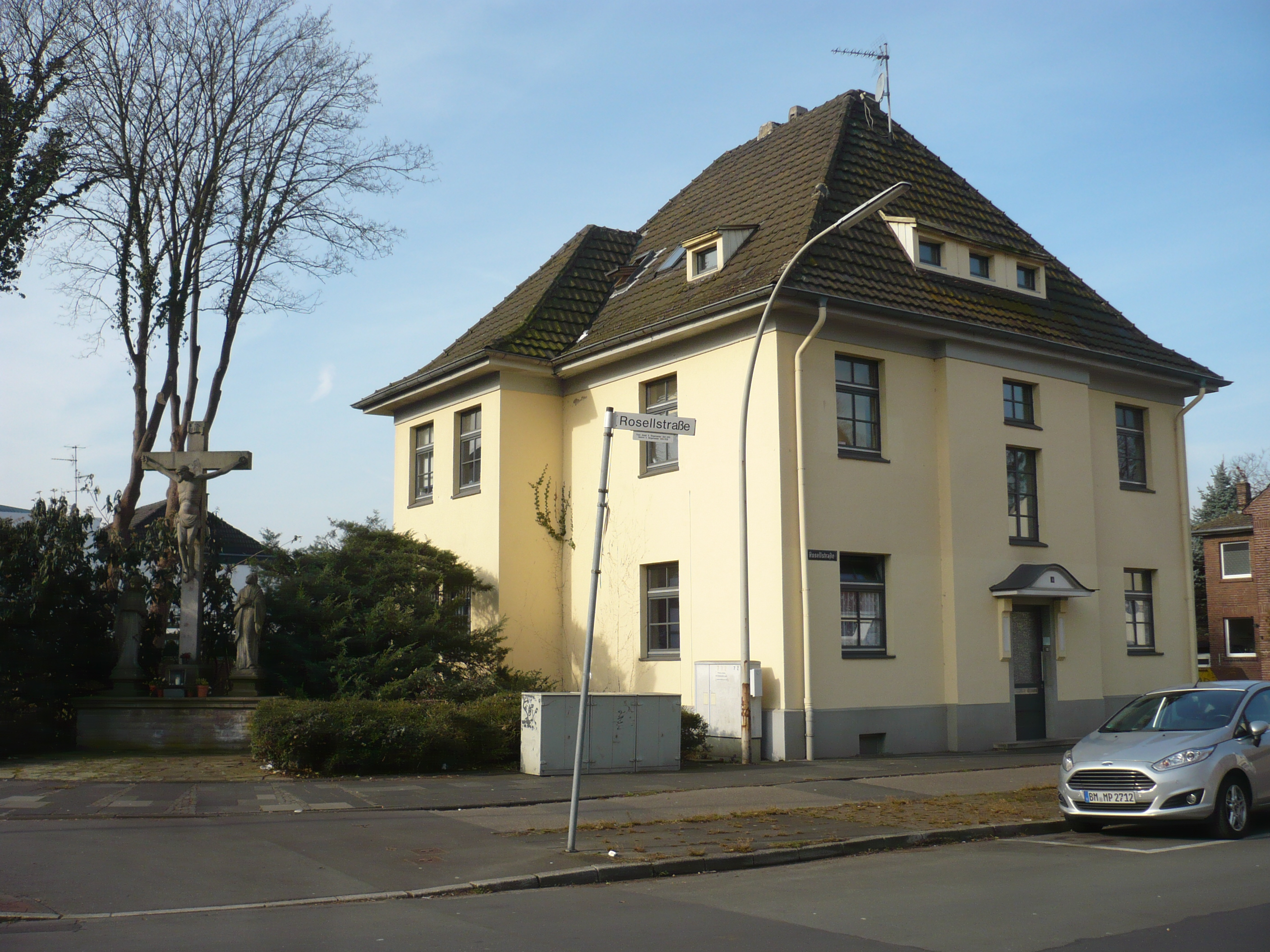
Wohnhaus an der Rosellstraße mit Wegekreuz an der Ecke zur Luxemburger Straße